# Vampyressa
Vampyressa es un género de murciélagos microquirópteros de la familia Phyllostomidae. Se encuentran en América Central y del Sur.

## Especies
Actualmente se reconocen las siguientes:
- Vampyressa elisabethae Tavares & Gardner & Ramírez-Chaves & Velazco, 2014[2]
- Vampyressa melissa Thomas, 1926
- Vampyressa pusilla Wagner, 1843
- Vampyressa sinchi Tavares & Gardner & Ramírez-Chaves & Velazco, 2014[2]
- Vampyressa thyone Thomas, 1909[3]
- Vampyressa villai Garbino, Hernández-Canchola, León-Paniagua & Tavares, 2024[4]

Anterioremente las especies consideraba la existencia de tres subgéneros: Vampyressa, Metavampyressa (Vampyressa brocki y V. nymphaea), y Vampyriscus (Vampyressa bidens). Sin embargo, el estudio realizado por Tavares, Gardner, Ramírez-Chaves y Velazco (2014) indicó que los subgéneros Metavampyressa y Vampyriscus divergían bastante de Vampyressa, por ende deberían de considerarse un género aparte: Vampyriscus.